# انستیتوی بازبینی تاریخی
انستیتوی بازبینی تاریخی، یا مؤسسه بازنگری تاریخی, (IHR - Institute for Historical Review) یک سازمان غیرانتفاعی مستقر در ایالات متحده است که انکار هولوکاست را ترویج می‌دهد. بسیاری از دانشمندان آن را به عنوان مرکزی برای جنبش بین‌المللی انکار هولوکاست در نظر می‌گیرند. این سازمان که خود را به عنوان یک سازمان «بازبینی تاریخی» توصیف می‌کند، دیدگاه‌های یهودستیزی را ترویج می‌دهد و با چندین سازمان نئونازی و نئوفاشیستی ارتباط دارد.
این گروه در سال ۱۹۷۸ در تورنس، کالیفرنیا توسط دیوید مک‌کالدن و ویلیس کارتو تأسیس شد و مقر آن در فونتین ولی، کالیفرنیا قرار دارد. این مؤسسه تا سال ۲۰۰۲ مجله بازبینی تاریخی را منتشر کرد، اما اکنون مطالب خود را از طریق وب‌سایت و ایمیل منتشر می‌کند.
در سال ۲۰۰۹، مارک وبر، مدیر IHR، مقاله‌ای منتشر کرد که در آن اهمیت «بازبینی هولوکاست» را به‌طور کلی زیر سؤال برد، که این امر منجر به درگیری‌های داخلی در جنبش شد.

## تاریخچه
IHR در سال ۱۹۷۸ توسط دیوید مک‌کالدن، که با نام لوئیس براندون نیز شناخته می‌شد، عضو سابق جبهه ملی بریتانیا، و ویلیس کارتو، رئیس سازمان منحل‌شده لابی آزادی، تأسیس شد. لابی آزادی یک سازمان یهودستیز بود که بیشتر به خاطر انتشار اسپاتلایت، که اکنون به عنوان پرس آزاد آمریکایی بازسازی شده است، شناخته می‌شد. آستین اپ، استاد دانشگاه لاسال که به عنوان اولین انکارکننده بزرگ هولوکاست آمریکایی شناخته می‌شود، الهام‌بخش ایجاد IHR بود.
اتحادیه ضد افترا (Anti-Defamation League) توصیفی از تأسیس و سال‌های اولیه آن ارائه می‌دهد:
موسسه بازبینی تاریخی و بازوی انتشاراتی آن، نونتاید پرس (Noontide Press)، در سال ۱۹۷۸ توسط برجسته‌ترین سازمان‌دهنده یهودستیزی مدرن آمریکایی، ویلیس کارتو، و همسرش الیزابت تأسیس شد. این گروه که نزدیک لس‌ آنجلس در تورنس، کالیفرنیا مستقر بود، در میان انکارکنندگان هولوکاست که تا آن زمان بیشتر به صورت انفرادی و در پنهان کار می‌کردند، پیشگام تلاش‌های سازماندهی بود. اولین «کنفرانس بازبینی‌گران» آنها در سپتامبر ۱۹۷۹ با سخنرانانی از ایالات متحده، فرانسه، آلمان، انگلستان و سوئد برگزار شد، بسیاری از آنها در نشریه افتتاحیه مجله بازبینی تاریخی IHR در بهار بعد مقاله‌ای ارائه دادند. با ارائه نونتاید پرس به عنوان وسیله‌ای برای فروش و توزیع نوشته‌ های آنها، انکارکنندگان حرفه‌ای کارتو را چیزی شبیه یک باران ساز می دیدند.
مک‌کالدن و کارتو بر سر پرونده مل مرملشتاین با یکدیگر اختلاف پیدا کردند و در سال ۱۹۸۱ مک‌کالدن IHR را ترک کرد. تام مارسلوس به عنوان مدیر آن منصوب شد. کارتو در سال ۱۹۳۳ در یک درگیری قدرت داخلی کنترل IHR را از دست داد. در سال ۱۹۷۱، مارسلوس عضو کادر میدانی کلیسای ساینتولوژی بود و ویراستار یکی از نشریات کلیسا بود. وقتی مارسلوس در سال ٖ۱۹۹۵ IHR را ترک کرد، مارک وبر، ویراستار مجله بازبینی تاریخی IHR (JHR) از سال ۱۹۹۲، به عنوان مدیر آن منصوب شد و از آن زمان به بعد به عنوان مدیر و سخنگوی IHR فعالیت کرده است. وبر پیش از این با اتحاد ملی برترپنداری نژاد سفید در ایالات متحده همکاری کرده بود. از زمان به دست گرفتن مدیریت، وبر ادامه به انتشار نوشته‌ها در مورد هولوکاست و جنگ جهانی دوم داده است. 

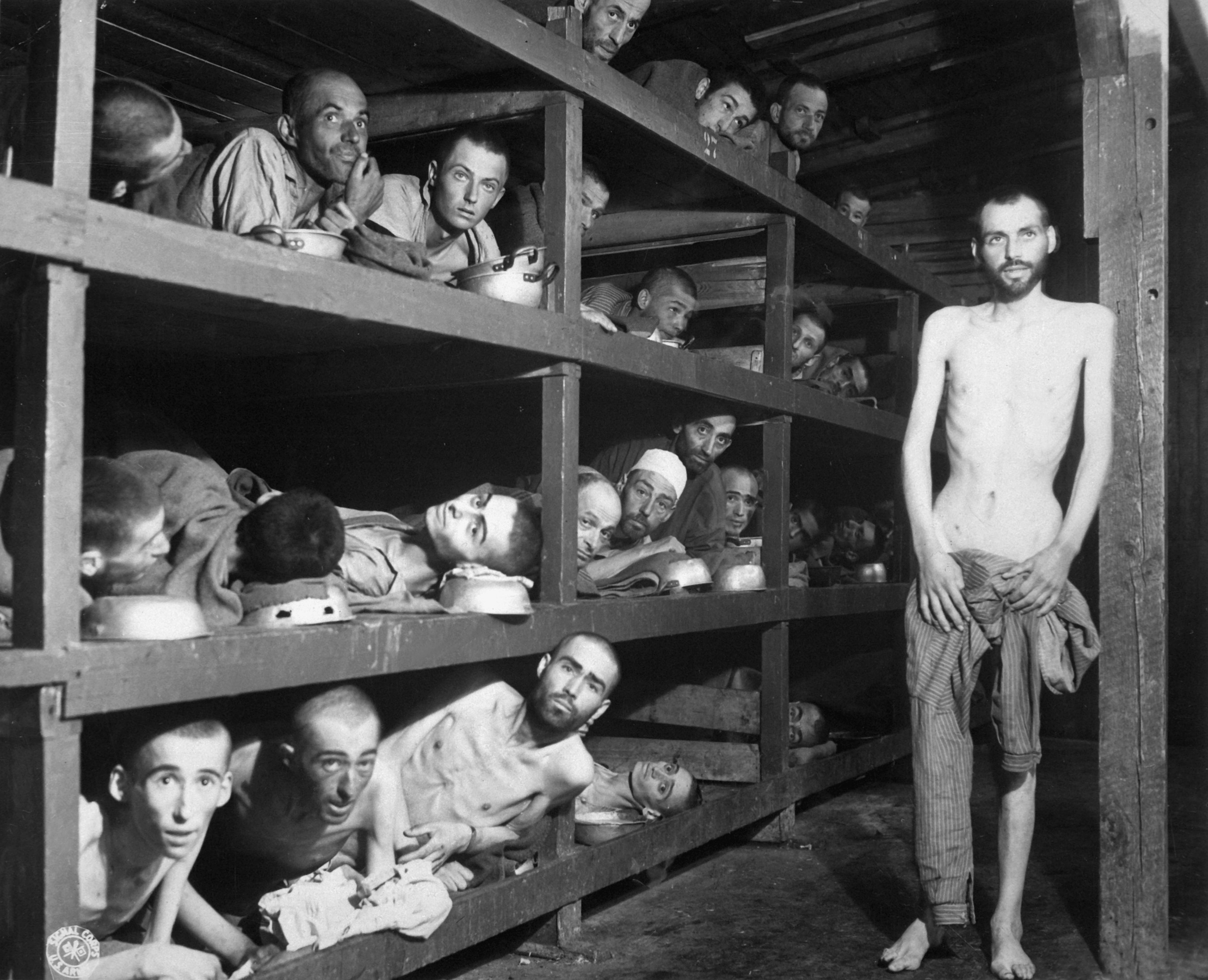
بوخنوالد، ۱۹۴۵. مل مارملشتاین روی تخت بالایی در سمت راست تصویر دیده می شود و فقط بالای سرش قابل مشاهده است.

در اولین کنفرانس IHR در سال ۱۹۷۹، IHR به صورت عمومی جایزه‌ای به مبلغ ۵۰,۰۰۰ دلار برای اثبات قابل تأیید «وجود اتاق‌های گاز برای هدف کشتن انسان‌ها در یا نزدیک آشویتس» ارائه داد. این پول (و ۴۰,۰۰۰ دلار اضافی) در نهایت در سال ۱۹۸۵ به بازمانده آشویتس، مل مرملشتاین پرداخت شد، که IHR را به خاطر نادیده گرفتن به عمد شواهدش (گواهی امضا شده از تجربیاتش در آشویتس) به نقض قرارداد متهم کرد. در ۹ اکتبر ۱۹۸۱، هر دو طرف در پرونده مرملشتاین درخواست‌هایی برای حکم خلاصه ارائه دادند که در نظر آن قاضی توماس تی. جانسون از دادگاه عالی شهرستان لس‌ آنجلس «توجه قضایی به واقعیت که یهودیان در اردوگاه کار اجباری آشویتس در لهستان اشغالی در تابستان ۱۹۴۴  از گاز کشته شدند» را اعلام کرد. در ۵ اوت ۱۹۸۵، قاضی رابرت آ. ونکه حکمی بر اساس توافقنامه ورود به حکم صادر کرد که ایجاب می‌کرد IHR و سایر متهمان  ۹۰,۰۰۰ دلار به مرملشتاین پرداخت کنند و نامه‌ای عذرخواهی به «آقای مل مرملشتاین، بازمانده آشویتس-بیرکناو و بوخنوالد، و تمامی بازماندگان آشویتس» برای «درد، اندوه و رنج» وارد شده به آنها صادر کنند.
در ۴ ژوئیه ۱۹۸۴، یک بمب آتش‌زا دفاتر و انبار موسسه را نابود کرد. هزاران کتاب، نوار کاست، بروشور، و ٪۹۰ از موجودی آن از بین رفت. کارتو تأسیسات یا موجودی را بیمه نکرده بود.
در سال ۱۳۷۵، IHR در یک دعوای حقوقی علیه کارتو که در آن IHR ادعا کرد کارتو ۷٫۵ میلیون دلار را که از ترکه ژان ادیسون فارل به لژیون برای بقای آزادی (Legion for the Survival of Freedom)، شرکت مادر IHR، واگذار شده بود، اختلاس کرده است، به پیروزی ۶،۴۳۰،۰۰۰ دلاری دست یافت.
در سال ۲۰۰۱، اریک اوونز، یک کارمند سابق، ادعا کرد که مارک وبر و گرگ ریون از کادر IHR قصد داشتند لیست‌های پستی سازمان را به اتحادیه ضد افترا یا کلیسای ساینتولوژی بفروشند.
از سال ۲۰۰۹، وبر تلاش کرده است تا دامنه مأموریت موسسه را گسترش دهد. در ژانویه ۲۰۰۹، وبر مقاله‌ای با عنوان «چقدر بازبینی هولوکاست مرتبط است؟» منتشر کرد. در آن، او مرگ میلیون‌ها یهودی در هواوکاست را تأیید کرد اما به طور کامل انکار هولوکاست را رد نکرد. او توجه کرد که انکار هولوکاست طی سال‌ها حمایت کمی جلب کرده است: «در ایران یا جاهایی مانند آن کمی حمایت به دست آورده است، اما تا آنجا که من می‌دانم، هیچ دپارتمان تاریخی حمایت از نوشته‌ های این افراد را نداشته است.» بنابراین، او توصیه کرد که تأکید بیشتری بر مخالفت با «قدرت یهودی-صهیونیستی» قرار گیرد، که برخی از نظردهندگان ادعا می‌کنند که این یک تغییر به موضعی آشکارا یهودستیزی بود.

## انکار هولوکاست
اگرچه IHR در مورد موضوعات متنوعی اظهار نظر می‌کند، اما بیشتر به خاطر انکار هولوکاست مورد انتقاد قرار گرفته است. IHR به طور گسترده به عنوان یهودستیز و دارای ارتباط با سازمان‌های نئونازی شناخته شده است. نویسندگان متعددی بیان کرده‌اند که تمرکز اصلی آن انکار واقعیت‌های کلیدی نازیسم و کشتار جمعی یهودیان است. زمانی که IHR خود را به انتشار مطالب انکار هولوکاست اختصاص داد، اصرار داشت که کارش در این زمینه «تجدید نظرگرایی»  است تا انکار:
«موسسه «هولوکاست را انکار نمی‌کند». هر پژوهشگر مسئولی از تاریخ سده بیستم، فاجعه بزرگی که در جریان جنگ جهانی دوم بر یهودیان اروپا وارد آمد را تایید می‌کند. با این حال، IHR در طول سال‌ها کتاب‌های مفصل و مقالات جستجوگرانه‌ای منتشر کرده است که جنبه‌هایی که داستان ارتدوکس نابودی هولوکاست را به چالش می‌کشد و بزرگنمایی‌ ها و دروغ‌های خاص هولوکاست را برجسته می‌کند.»
در وب‌سایت IHR، باربارا کولازکا با دفاع از تمایز بین «انکار» و «تجدید نظر گرایی» استدلال می‌کند که تجدید نظرهای قابل توجهی در تاریخ توسط مورخان انجام شده است و نتیجه می‌گیرد:
«گروه‌های نفوذ ویژه و قدرتمند، برای اهداف خودشان، به شدت تلاش می‌کنند تا بحث محتوایی در مورد داستان هولوکاست را تابو نگه دارند. یکی از راه‌هایی که آنها این کار را انجام می‌دهند، این است که عامدانه و از روی قصد، دانشمندان تجدید نظر گرا را به اشتباه «انکارگران» توصیف می‌کنند.»
بر اساس ریچارد جی. ایوانز، مورخ بریتانیایی:
«مانند بسیاری از انکارگران هولوکاست به صورت فردی، موسسه به عنوان یک نهاد انکار کرد که در انکار هولوکاست دخیل است. آنها این را یک 'تهمت' نامیدند که 'کاملاً با واقعیت‌ها مغایرت دارد' زیرا 'دانشمندان تجدیدنظرگرا' مانند فوریسون، بوتز 'و مورخان پرفروش بریتانیایی دیوید ایروینگ تایید کردند که 'صدها هزار یهودی در جنگ جهانی دوم به طور مستقیم و غیرمستقیم در نتیجه سیاست‌های سختگیرانه ضد یهودی آلمان و متحدانش کشته شدند یا جان خود را از دست دادند.' اما این اعتراف که تعداد نسبتاً کمی از یهودیان کشته شدند [به طور معمول] توسط انکارگران هولوکاست استفاده شده است برای منحرف کردن توجه از واقعیت بسیار مهم‌تر که آنها از پذیرفتن اینکه این رقم به میلیون ها نفر می رسید و تعداد زیادی از این قربانیان به طور سیستماتیک با گازدهی و همچنین تیرباران کشته شدند، خودداری می کنند.»
در سال ۲۰۰۷، کانال ۴ بریتانیا IHR را به عنوان «یک نهاد شبه آکادمیک مستقر در ایالات متحده که به انکار اتفاق افتادن هولوکاست اختصاص یافته است» توصیف کرد، در حالی که پیتسبورگ پست گزت IHR را «مجموعه ای از شبه محققین آشکارا یهودستیز» نامید.
مرکز حقوقی فقر جنوبی IHR را به عنوان یک گروه نفرت‌ فهرست کرده است. در مقاله‌ای برای جویش کرونیکل (Jewish Chronicle)، نویسنده بریتانیایی اولیور کم، IHR را به عنوان «یک نهاد نیمه‌علمی» توصیف کرد. 

## ارتباطات با مخالفان عرب - اسلامی اسرائیل
عیسی نخله، وکیلی که به عنوان ناظر سازمان ملل در کمیته عالی عرب برای فلسطین خدمت کرده است، که در سال ۱۹۷۲ به طور علنی هولوکاست را انکار کرد، در سومین کنوانسیون سالانه انستیتوی بازبینی تاریخی سخنرانی کرد. به عنوان «رئیس کمیته فلسطین-عرب» توصیف شده بود نخله سخنران برجسته‌ای بود و در سال ۱۹۸۲، مقاله‌ای برای IHR منتشر کرد. 
در مقاله‌ای که در سال ۲۰۰۲ در مجله Hit List منتشر شد، نویسنده کوین کوگان ادعا کرد که تلاش‌هایی برای ایجاد ارتباط بین گروه‌ های انکار هولوکاست آمریکایی و اروپایی مانند IHR و «افراط‌گرایان رادیکال خاورمیانه‌ای» صورت گرفته است. به گفته کوگان، احمد رامی، یک افسر سابق نظامی مراکشی «رادیو اسلام را برای انتشار تبلیغات یهودستیزی، انکار هولوکاست و اغلب پرو-نازی تأسیس کرد» و تلاش کرد با IHR یک کنفرانس در بخشی از بیروت، لبنان که تحت کنترل حزب‌الله بود، سازماندهی کند. 
روزنامه دیلی استار، پیشروترین روزنامه انگلیسی‌زبان در لبنان، در پاسخ به یک نشست برنامه‌ریزی شده IHR در کشور، اعضای IHR را «مورخان دروغین نفرت‌انگیز» و خود موسسه را یک «گروه نفرت بین‌المللی» نامید. این روزنامه گزارش داد که «یک مقام سابق سازمان آزادی‌بخش فلسطین [گفته است]، 'با دوستانی مثل اینها، ما به دشمن نیاز نداریم'.» با کمک انجمن نویسندگان ضد اسرائیلی اردن، یک رویداد جایگزین با موضوع «چه اتفاقی برای کنفرانس تاریخ‌نگاران بازبینی در بیروت افتاد؟» برگزار شد.

## انتقاد از روش‌ها
استدلال‌های «بازنگری‌کنندگان هولوکاست» که توسط IHR منتشر شده‌اند، توسط مورخان و دانشگاهیان اصلی به عنوان تحقیقات تاریخی جدی در نظر گرفته نمی‌شوند؛ بلکه به عنوان آثار شبه‌علمی تلقی می‌شوند که هدفشان اثبات این است که هولوکاست اتفاق نیفتاده است. 
هیئت تحریریه یکی از مجلات تاریخی پیشرو، مجله تاریخ آمریکا، نوشت: «ما همگی از نظر اخلاقی و علمی، استدلال‌های اساسی انستیتوی بازبینی تاریخی را نفرت‌ انگیز می‌دانیم. ما ادعاهای آنها را برای جدی گرفته شدن به عنوان محققان تاریخ رد می‌کنیم.»
در پاسخ، IHR نامه وبر را که ادعاها را به چالش می‌کشید، چاپ کرد. در آوریل ۲۰۰۴، پس از شکایت مؤسسه مطالعات هولوکاست دیوید اس. وایمن، مجله نیشن (The Nation) از پذیرش تبلیغات از IHR خودداری کرد و بیان داشت:
«نسبت به سانسور هر آگهی، به ویژه اگر با سیاست‌های آن مخالف باشیم، یک پیش فرض قوی وجود دارد. این مورد، اما، متفاوت است. استدلال‌های آنها «آشکارا جعلی» است.»

## مجله بازبینی تاریخی
IHR مجله بازبینی تاریخی (JHR) را منتشر کرد که منتقدان آن – از جمله لیگ ضد افترا، مرکز دانمارکی مطالعات هولوکاست و نسل‌کشی، و دیگر دانشمندان، مانند رابرت هانیوک، مورخ آژانس امنیت ملی – آن را به عنوان شبه‌علمی متهم کردند. هانیوک IHR را به عنوان «یک انجمن شناخته‌شده برای آن دسته از دانشمندان و محققانی که با جنبشی به نام 'انکار هولوکاست' مرتبط هستند» توصیف کرد.
جاناتان پترپولوس در معلم تاریخ نوشت که «[مجله] به طرز شوک‌آوری نژادپرست و یهودستیزی است: مقالاتی درباره 'سیاست نژادی شکست‌خورده آمریکا' و قطعات ضد اسرائیلی همراه با مقالاتی درباره اتاق‌های گاز... آنها به وضوح هیچ حقی برای ادعای ادامه سنت بازنبینی ندارند و باید به عنوان 'انکارکنندگان هولوکاست' شناخته شوند.»
این مجله در بهار ۱۹۸۰ به عنوان یک دوره‌نامه فصلی شروع به انتشار کرد. هیچ نشریه ای بین آوریل ۱۹۹۶ و مه ۱۹۹۷ منتشر نشد، پس از آن انتشار تا سال ۲۰۰۲ ادامه یافت. انتشار مجله در سال ۲۰۰۲ به دلیل «کمبود کارکنان و بودجه»، طبق وب‌سایت سازمان، متوقف شد. 
وبر از ۱۹۹۲ تا ۲۰۰۲ سردبیر JHR بود، زمانی که JHR انتشار خود را متوقف کرد. از سال ۲۰۰۲، روش اصلی IHR برای انتشار پیام خود از طریق وب‌سایت IHR Update و از طریق ایمیل بوده است.